# استیگماتا

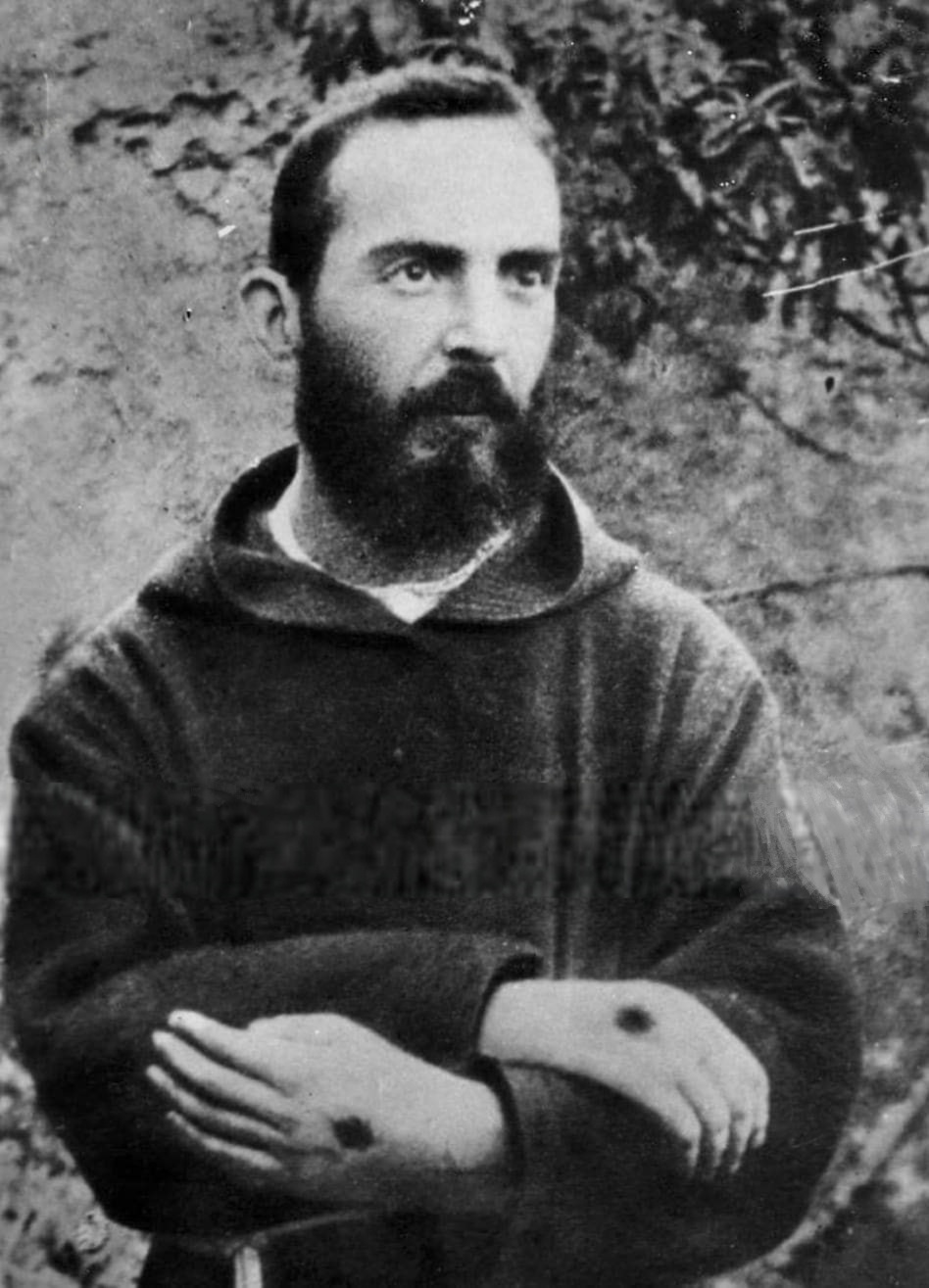
کشیش پادره پیو در حال نشان دادن استیگماتا بر روی دستان.

استیگماتا پدیده ایست که احتمالاً در تعدادی از قدیسین مسیحی مشاهده شده‌است در این حالت آثار زخم‌هایی، مشابه که موقع به صلیب کشیدن مسیح در وی به وجود آمده یعنی سوراخ شدن کف هر دو دست و پا همچنین زخم تاج خار در پیشانی و قفسه سینه بوده‌است، روی بدن شخص ظاهر می‌شود. اولین مورد ثبت شده در این مورد مربوط به فرانسیس آسیزی قدیس (St. Francis of Assisi) استیگماتا در بشتر در زنان راهبه رخ داده چیزی در حدود هشتاد درصد برای زنان رخ داده‌است 
همچنین در برخی موارد افراد ادعا کرده‌اند که درد زخم‌ها را بدون علامت خارجی احساس می‌کنند. اینها به عنوان "استیگماتا نامرئی" شناخته می شوند.
این اتفاق بیشتر مربوط به پیروان کلیسای کاتولیک رومی بوده و کلیسای ارتدکس شرقی نظری در مورد این پدیده نداشته
ریشه این اصطلاح به اولین قرن پس از عیسی مسیح بر می‌گردد که سنت پائول (St. Paul)، در نامه خود به غلاطیان، چنین می‌نویسد:
بعد ازاین هیچ‌کس مرا زحمت نرساند زیرا که من در بدن خود داغهای خداوند عیسی را دارم.
در این متن که به زبان یونانی است، از کلمه استیگماتا(Stigmata) استفاده شده‌است. که به معنی داغ و علامتی که برای شناسایی برده‌ها زده می‌شده‌است.

### تحقیقات علمی
بسیاری از این زخم ها جعلی بوده و توسط خود افراد از روی عمد و به قصد فریب ایجاد شده برای مثال  ماگدالنا دلا کروز  قبل از مرگش اعتراف کرد که زخم مقدسی که در بدنش پدیدار شده عمدی و تقلبی  بوده است.
دزیره ماگلوایر بورنویل، عصب شناس اولیه آثاری منتشر کرد که بیان می کرد مقدسینی که ادعا معجزه  یا استیگماتا می کنند و آنهایی که ادعا می کنند تسخیر شده اند، در واقع از صرع یا هیستری رنج می برند.
برخی تحقیقات مدرن نشان داده‌اند که زخم ها منشأ هیستریک دارند یا با اختلال تجزیه هویت مرتبط هستند.
لئونارد زوسنِ روانشناس، در کتاب «روانشناسی ناهنجاری: مطالعه تفکر جادویی (1989)» نوشته است:
موارد استیگماتا  به دو دسته تقسیم می شوند: زخم های خودساخته که ممکن است موارد تقلب یا خودزنی ناخودآگاه باشد و مواردی که ناشی از حالات عاطفی ... خارش خود القا شده و خاراندن متعاقب آن اگر محرک تصویری ذهنی یا واقعی از مصلوب شدن است که در طول مراقبه استفاده می شود و اگر انگیزه اصلی دریافت زخم باشد، احتمالاً فرد از آن آگاه نیست، در افراد قابل تلقین رخ می دهد. انگیزه پشت آن ممکن است درگیری ناخودآگاه و میل به فرار از یک موقعیت غیرقابل تحمل به باطل شدن باشد که در آن نیازهای فرد برآورده می شود. سپس به یک مورد واکنش تبدیل هیستریک تبدیل می شود. بسیاری از موارد زخم را می توان به عنوان کلاهبرداری یا زخم های ناخودآگاه خودساخته توضیح داد.[1]
در سال 2002، یک مطالعه روانکاوانه روی ترز نویمان که ادعا دریافت زخم های مقدس را داشت  نشان داد که زخم او ناشی از علائم اختلال استرس پس از سانحه است که در خودزنی ناخودآگاه رخ داده است.[2]